# الحرس الحديدي (رومانيا)
الحرس الحديدي (رومانيا) ظهرت حركة سياسية فاشية ذات أفكار متشددة في رومانيا عام 1927 على يد كورنليو زليا كودريانو سميت بالحرس الحديدي. وقد اختلفت عن الحركات اليمينية التي كانت في أوروبا حينها لالتزامها بعقائد التصوف المسيحي الأرثوذكسي الروماني ولتبنيها أفكارا صارمة معادية للسامية والرأسمالية والديموقراطية والشيوعية.

## نبذة
شكل كودريانو الحرس الحديدي كوحدة شبه عسكرية في مارس 1930 ثم غير اسمها إلى حزب " Totul pentru Țară "- وتعني «كل شيء للوطن»- عام 1935. وصلت الحركة للسلطة في بداية الحرب العالمية الثانية وسمي أعضاؤها بالمحاربين الخضر- Legionnaires أو Greenshirts – لارتدائهم زيا رسميا اخضرا.
دخل الحرس الحديدي إلى الحكومة على يد المارشال أيون أنتونيسكو (Ion Antonescu )في سبتمبر 1940، الذي أسس حينها الدولة الوطنية للحزب. ولكن الحركة تمردت وتم قمعها على يد أنتونيسكو الذي استخدم الجيش عام يناير 1941 لتدمير المنظمة، الأمر الذي أدى إلى فرار هوريا سيما (Horia Sima)، قائد الحركة آنذاك، مع قادة آخرين إلى ألمانيا.

## خلفية الحركة
تأسست الحركة في 24 يونيو 1927 على يد كورنليو زليا كودريانو وعرفت باسم «فيلق الملاك القائد ميخائيل»، وقادها حتى اغتياله عام 1938. وعلى الرغم من المسميات المختلفة- والتي حظر بعضها- التي اطلقت على الحركة، إلا أن أتباعها كانوا يعرفون بالفيلقيين "legionnaires" وكان التنظيم يدعى بالحركة الفيلقية-  "Legion" أو "Legionary Movement" .
تشكل «الحرس الحديدي» ("Garda de Fier")، وسمي بذلك، كوحدة سياسية شبه عسكرية في مارس 1930، ولكن اسم الحركة تغير إلى حزب «كل شيء للوطن» ("Totul pentru Țară"). الاسم الذي استوحي من مجموعة تعرف بـ «المئات السود» ، وهي مجموعة معادية للسامية ظهرت في الإمبراطورية الروسية - في المناطق الملاصقة لرومانيا- وكانت تستخدم اسم الملاك القائد.

## لمحة تاريخية

### التأسيس والظهور
كان كودريانو الرجل الثاني في رابطة الدفاع المسيحية الوطنية National-Christian Defense League (NCDL)- حزب سياسي روماني- لكنه ترك منصبه في الرابطة واسس فيلق الملاك القائد عام 1927. ودعا الفيلق، على غرار الحركات الفاشية الأخرى، لاحترام المحاربين القدامي، و لكن، وعلى عكس الأحزاب والحركات الأخرى، كان معظم المنتمين للفيلق من الفلاحين والطلاب.
كان للأثر الاقتصادي والكساد الوطني الكبير في رومانيا وشح الوظائف وكثرة خريجي الجامعات دور في تأسيس الفيلق والتحاق الجامعيين والمثقفين بالحرس الحديدي. فقد أدى إحباط الطلاب والمثقفين من الكساد السائد إلى رواج فكرة أن اليهود هم السبب في عدم تحسن أحوالهم المعيشية ومنع دخولهم للطبقة المجتمعية الوسطى، إذ لم تتوفر لهم فرص العمل التي كانوا يتطلعون إليها حيث آلت لليهود.
على الرغم من أن رومانيا آنذاك كانت دولة فرانكوفونية بشدة وأنها كانت تعتبر فرنسا شقيقتها اللاتينية الكبرى، إلا أن كودريانو لم يكن راضيا على تجريد رومانيا من هويتها ولغتها الأم وتحويلها إلى «فرنسا أوروبا الشرقية». فروج لفكرة العبقرية الرومانية ونادى لقومية متطرفة معادية للأجانب وأشاع أن رومانيا ستتبع طريقا يمثلها وسترفض الأفكار الفرنسية عن القيم العالمية وحقوق الإنسان. وطالب كودريانو الرومان أن يجسدوا «العبقرية الرومانية» بتبنيهم للقيم الأرثوذكسية الشرقية التقليدية وتمجيد الثقافة الفلاحية الرومانية والعادات الشعبية.
وقد ظهر التجسيد للعبقرية الرومانية أيضا في ملابس أعضاء الفيلق. حيث كانت أزياءهم تؤكد على التزامهم بالقيم الشعبية الرومانية الأصيلة فكان قادة الحرس الحديدي يرتدون أزياء الفلاحين التقليدية ويتقلدون بالصلبان وأكياس التراب. الأمر الذي كان مناقضا لملابس الفرانكوفونية في رومانيا الذين كانوا يعتمدون آخر صيحات الموضة الفرنسية.  ومما زاد من شعبية الفيلق، فضحه للفساد في أعمال الكثير من أعضاء النخبة الرومانية ونهبهم للأموال التي هي من حق أبناء الشعب العاديين.

### النضال للوصول للسلطة
حقق فيلق الحرس الحديدي المركز الثالث بنسبة 15.5٪ من الأصوات في الانتخابات البرلمانية عام 1937 بعد الحزب الوطني الليبرالي وحزب الفلاحين الوطنيين.  آنذاك، كان الفيلق مضطهدا حيث لم يكن الملك كارول الثاني راضيا عن أهدافهم السياسية وحاول جاهدا إبعادهم عن الحكومة حتى تنازله عن العرش عام 1940.
عندما حل الملك الحكومة وأسس دكتاتورية ملكية في 10 فبراير 1938، دعا كودريانو الفيلق لقبول النظام الجديد للحكومة. لكن وزير الداخلية أرماند كالينسكو (Armand Călinescu) لم يكن واثقا في كودريانو فأصدر أمرا باعتقاله في 16 أبريل. كان كودريانو يعي أن الحكومة تريد إعدامه لأي سبب، فأمر هوريا سيما (Horia Sima)، القائم بأعمال قائد الفيلق، بعدم اتخاذ أي إجراء ما لم يتوفر لديه دليل على وجود خطر مباشر، ولكن سيما شن حربا دموية إرهابية في الخريف. وعندما عرف كودريانو بما حدث، أمر بوقف العنف، ولكن بعد فوات الأوان، حيث أمر الملك بقتل كورديانو. وبالفعل، قُتل كودريانو والعديد من جنود الفيلق في 29-30 نوفمبر 1938.

### سيطرة سيما
على الرغم من عدم مشاركة رومانيا في الحرب العالمية الثانية (World War II) ، خلال الأشهر الأولى من الحرب، إلا أن ميثاق مولوتوف-ريبنتروب في 23 أغسطس 1939، حدد مصالح السوفيت في بيسارابيا الرومانية. وفي 1 سبتمبر من العام ذاته، منحت رومانيا حق اللجوء لأعضاء الحكومة والجيش البولنديين الهاربين من بولندا بعد غزو ألمانيا النازية (ألمانيا النازية).
حاول الملك كارول الثاني الاستمرار في الحياد لكن استسلام فرنسا لألمانيا وتراجع بريطانيا عن أوروبا جعل فرنسا وبريطانيا غير قادرتين على الوفاء بوعودهما لرومانيا. الأمر الذي أدى لعودة الجنود الناجين من الحرب وبعض أفراد الفيلق اللاجئين لألمانيا مع سيما(Sima) إلى رومانيا.
وبعد شهر من سقوط فرنسا، أعاد كارول الثاني هيكلة نظامه الوحيد، جبهة المقاومة الوطنية، وجعله حزبا وطنيا علنيا، ودعا بعضا من أفراد الفيلق للانضمام للحكومة الجديدة. انضم سيما واثنين من قاده الفيلق لحكومة أيون جيجورتو (Ion Gigurtu) ولكنهم استقالوا بعد فترة وجيزة بسبب الضغط المستمر على الملك كارول الثاني للتنازل عن الحكم.

## وصف الحركة

### الأيديولوجية
حسب وصف المؤرخ ستانلي جي باين (Stanley G. Payne) في دراسته عن الفاشية، فان حركة الحرس الحديدي هي الحركة الجماهيرية الأكثر غرابة في أوروبا. كانت الحركة مبنية على أسس دينية متصوفة وكانت تضم عناصر قوية من المسيحية الأرثوذكسية (Orthodox Christianity ) ، فقد كان مؤسس الحركة، كورنيليو زيليا كودريانو ، قوميًا دينيًا يدعو إلى التجديد الروحي الوطني. وعلى غرار العديد من الحركات الفاشية، روج الفيلق لفكرة الرجل الثوري الجديد الذي كان يهدف إلى تطهير الذات لتقريب الأمة بأكملها من الرب.
ومن الناحية الاقتصادية، لم يكن لدى الفيلق إستراتيجية اقتصادية واضحة ومتطورة، فقد كان يعزز فقط لفكرة الاقتصاد الوطني، نابذا الرأسمالية بشدة ومعاديا لليهود بشكل رئيسي.